# پیترو والسکی
پیترو والسکی (ایتالیایی: Pietro Valsecchi؛ زادهٔ ۱۴ ژوئن ۱۹۵۳) فیلم‌نامه‌نویس، تهیه‌کننده فیلم و تهیه‌کننده تلویزیونی اهل ایتالیا است. در سال ۱۹۹۱، او همراه با کامیلا نِسبیت شرکت تولید ایتالیایی Taodue را تأسیس کردند. در سال ۱۹۹۵، او جایزه داوید دی دوناتلو بهترین تهیه‌کننده را برای فیلم یک قهرمان بورژوا دریافت کرد. در سال ۲۰۱۶، او به‌خاطر فیلم‌های دارم کجا میرم؟، منو فرانچسکو صدا کن و بد نباش، جایزه ناسترو دارجنتو بهترین تهیه‌کننده را کسب کرد.
از فیلم‌ها یا مجموعه‌های تلویزیونی که وی در آن‌ها نقش داشته است، می‌توان به حواری سیزدهم، واحد ضد مافیا، نجیب و بدجنس، تولو تولو و چه روز زیبایی اشاره نمود.